# Lehigh Valley Steam
El Lehigh Valley Steam fue un equipo de fútbol de Estados Unidos que jugó en la A-League, la desaparecida segunda división de fútbol del país.

## Historia
Fue fundado en el año 1999 en la ciudad de Lehigh Valley, Pensilvania como un equipo de expansión de la A-League, y el nombre es en alusión a la Era del Vapor en la ciudad.
En su primera temporada de existencia el club logra la clasificación a los playoffs donde es eliminado en la ronda de octavos de final, pero el club desaparece al finalizar la temporada debido a no contar con una sede fija para jugar sus partidos de local.

## Temporadas
| Año  | División | Liga         | Temporada Regular | Playoffs         | US Open Cup  |
| ---- | -------- | ------------ | ----------------- | ---------------- | ------------ |
| 1999 | 2        | USL A-League | 5º, Northeast     | Octavos de final | No clasificó |

## Jugadores

### Jugadores destacados
- Kerry Zavagnin

## Equipos Afiliados
- Chicago Fire
- New York/New Jersey MetroStars